# Dinastia Scindia
La dinastia Scindia (o Shindia, anglicizzata in Shinde, in accordo con la parlata popolare comune nel Maharashtra), è stata una dinastia hindu maratha che ha governato in passato lo Stato indiano di Gwalior e Ujjain. 
Gwalior faceva parte della Confederazione maratha nel XVIII e nel XIX secolo, prima di diventare uno Stato principesco sotto protettorato coloniale britannico (dapprima espresso dal Raj della Compagnia e poi dal Raj britannico) nel XIX e XX secolo. 
Dopo l'indipendenza dell'India nel 1947, numerosi componenti della famiglia Sindhia hanno preso parte alla politica indiana.

## Origini

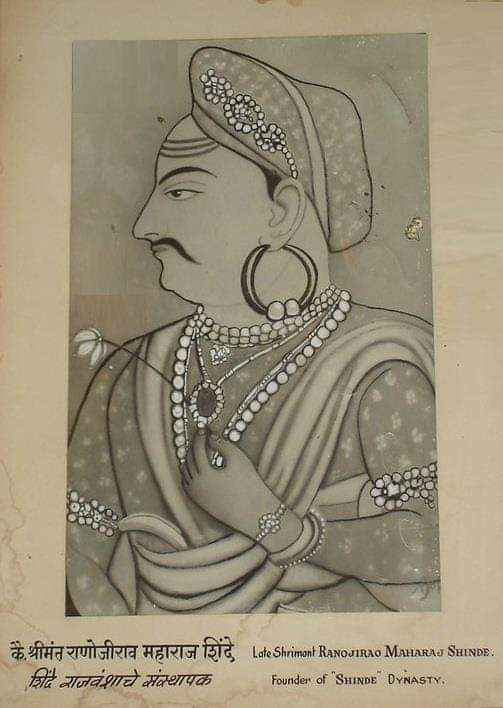
Ranoji Shinde

La dinastia Scindia fu creata da Ranoji Shinde, che era un Sardar (generale) maratha del Peshwa Bajirao e che apparteneva a un ramo recente dei Shinde Patil di Kanherkhed (Maharashtra). Prima di ciò, la famiglia aveva servito come shiledar (cavaliere) nel Sultanato di Bahman e aveva ricoperto un ruolo importante ìnegli affari politici ed economici di quella realtà indiana.

## Storia

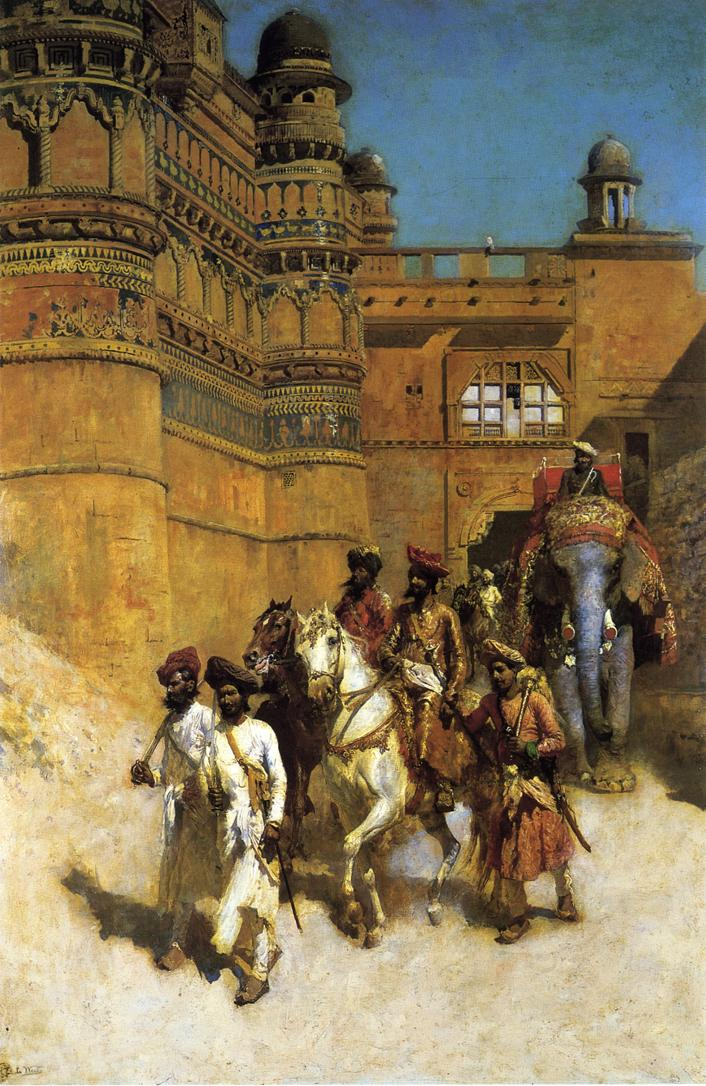
Il Maharaja di Gwalior davanti al suo palazzo

Periodo Maratha: La dinastia Scindia fu fondata da Ranoji Scindia, che era figlio di Jankojirao Scindia, il Deshmukh di Kanherkhed, un villaggio nell'attuale Distretto di Satara, in Maharashtra. Durante il governo del Peshwa Bajirao, l'Impero maratha si rafforzò molto. Ranoji era al potere nel momento della conquista maratha di Malwa da parte nel 1726. Ranoji decretò nel 1731 che la propria capitale dovesse essere Ujjain. I suoi successori furono Jayajirao, Jyotibarao, Dattajirao, Jankojirao, Mahadji Shinde e Daulatrao Scindia. 

Lo Stato Scindhia di Gwalior divenne la maggiore potenza regionale nell'ultima metà del XVIII secolo e partecipò attivamente nelle tre guerre anglo-maratha, dominarono molti degli Stati Rajput e conquistarono l'India settentrionale.
Periodo britannico: Dopo la disfatta delle forze maratha alleate ad opera dei Britannici nella Terza guerra anglo-maratha del 1818, Daulatrao Shinde fu obbligato ad accettare una forma di autonomia locale come Stato principesco nella cornice dell'India assoggettata al potere britannico e dovette consegnare Ajmer ai Britannici. 
Dopo la morte di Daulatrao, Maharani Baiza Bai guidò l'Impero, salvandolo dal prepotente condizionamento britannico, fin quando suo figlio adottivo Jankoji Rao assunse i poteri dello Stato. Jankoji morì nel 1843 e la vedova Tarabai Raje Scindia conservò con successo la sua posizione e adottò un bimbo del suo stesso lignaggio, di nome Jayajirao.

## Maharaja Shinde di Ujjain e Gwalior

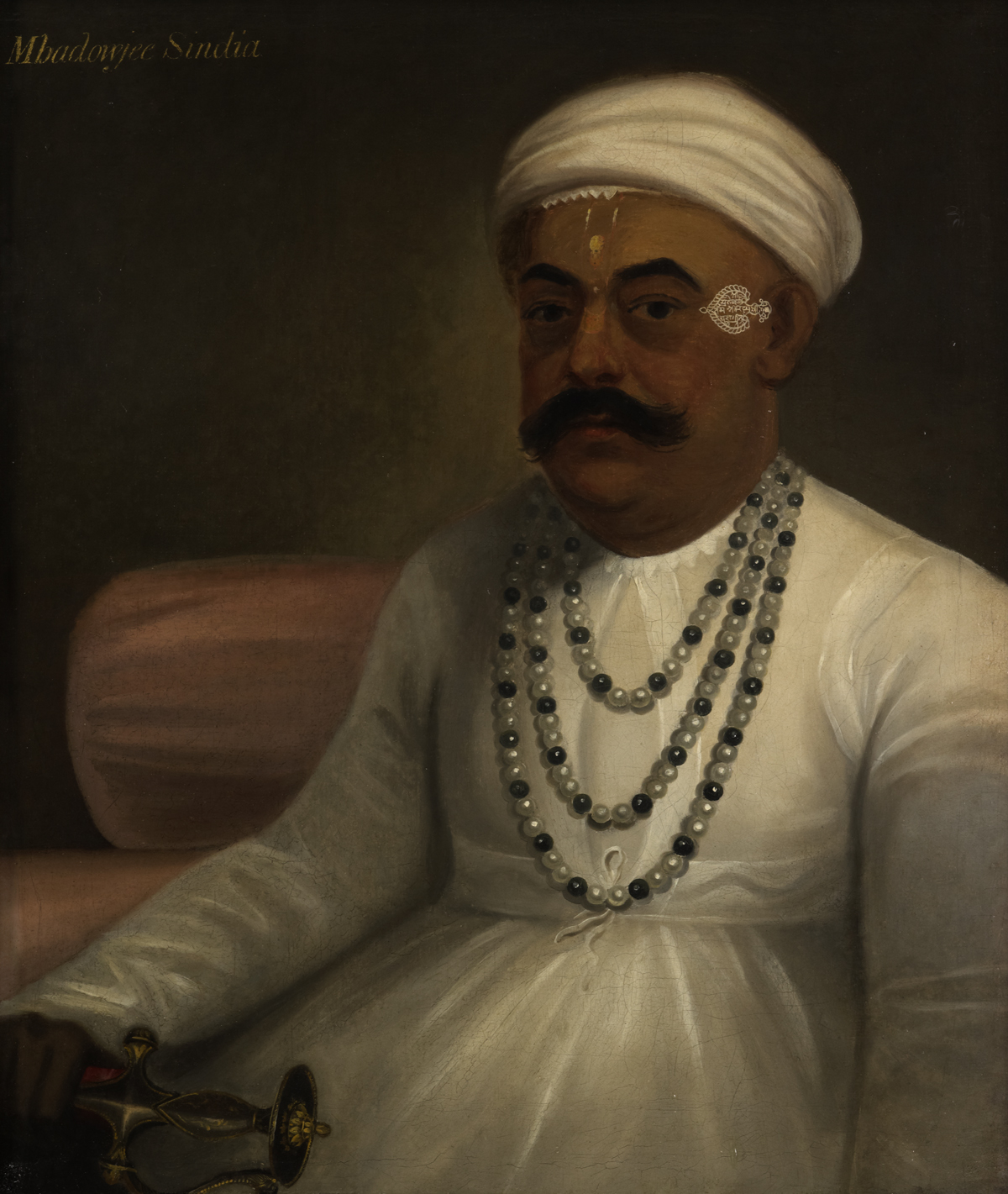
Mahadaji Sindhia o Mahadaji Shinde fu fondamentale per la rinascita della potenza maratha nell'India settentrionale dopo la Terza battaglia di Panipat del 1761

- Ranoji Rao Shinde (1731 – 19 luglio 1745).
- Jayappa Rao Shinde (1745 – 25 luglio 1755). Nato c. 1720.
- Jankoji Rao Scindia I (25 luglio 1755 – 15 gennaio 1761). Nato nel 1745.
- Dattaji Rao Scindia (Reggente 1755 – 10 gennaio 1760).
- Vacante 15 gennaio 1761 – 25 novembre 1763
- Kadarji Rao Scindia (25 novembre 1763 – 10 luglio 1764).
- Manaji Rao Scindia (10 luglio 1764 – 18 gennaio 1768).
- Mahadaji Scindia (18 gennaio 1768 – 12 febbraio 1794). Nato 3 dicembre 1730.
- Daulat Rao Shinde (12 febbraio 1794 – 21 marzo 1827). Nato nel 1779.
- Jankoji Rao Scindia II (18 giugno 1827 – 7 febbraio 1843). Nato nel 1805.
- Jayaji Rao Scindia (7 febbraio 1843 – 20 giugno 1886). Nato il 19 gennaio 1835.
- Madho Rao Scindia (20 giugno 1886 – 5 giugno 1925). Nato il 20 ottobre 1876.
- George Jivaji Rao Scindia (5 giugno 1925 – 15 agosto 1947). Maharaja dal 28 maggio 1948 al 31 ottobre 1956). Nato il 26 giugno 1916,morto il 16 luglio 1961.
- Madhavrao Scindia (1961-1971) Dopo di lui la monarchia viene abolita.
- Jyotiraditya Scindia